# Es geht mir gut, Chéri
Singles de Mireille Mathieu
An einem Sonntag in Avignon
(1970) Ganz Paris ist ein Theater
(1970)
Es geht mir gut, Chéri est une chanson allemande interprétée par la chanteuse française Mireille Mathieu et sorti en 1970. En français, cela veut dire "Ça va pour moi, Chéri". Cette chanson est un grand succès de Mireille en Allemagne et est souvent repris sur les compilations de l'artiste. Elle enregistra même une version en duo avec le chanteur allemand Andy Borg pour une émission de télévision allemande en 2010 mais elle ré-enregistrera cette chanson sur son album Wenn mein Lied deine Seele küsst sorti le 11 octobre 2013.